# Нарожный, Владимир Иванович
Влади́мир Ива́нович Наро́жный (род. 19 января 1947 года, Адыгея, СССР) — российский политический деятель. Председатель Государственного совета-Хасэ Республики Адыгея с 14 января 2017 года.

## Биография
Родился на хуторе Дукмасов в Шовгеновском районе Адыгеи.
В 1981 году, после учёбы в Кубанском сельскохозяйственном институте, получил диплом по специальности «агрономия».
В 1991 году стал депутатом Верховного Совета Республики Адыгея первого созыва. Был членом комитета по социальному развитию села, аграрным вопросам и продовольствию.
С 2001 года стал депутатом Совета Республики Государственного Совета-Хасэ Республики Адыгея третьего созыва. Был членом комитета по аграрным вопросам и продовольствию Совета Республики. Работал в должности управляющего директора ООО «Ресурс Агробизнес» Шовгеновский филиал.
В 2006 году победил на выборах депутатов Государственного Совета-Хасэ Республики Адыгея четвёртого созыва. Баллотировался по спискам партии «Единая Россия», был членом Совета фракции. В парламенте являлся заместителем председателя на непостоянной основе комитета по топливно-энергетическому комплексу и промышленности.
С марта 2011 года депутат Государственного Совета-Хасэ Республики Адыгея пятого созыва. Баллотировался по спискам партии «Единая Россия», был руководителем фракции и председателем комитета по аграрной политике, имущественным и земельным отношениям.
С 16 января 2013 года занимал должность председателя Государственного Совета-Хасэ Республики Адыгея, сменил умершего Ф. П. Федорко.
3 октября 2016 года его на должности председателя ГС(Х)-РА сменил Кумпилов Мурат Каральбиевич, а Владимир Иванович избран заместителем председателя Государственного Совета-Хасэ Республики Адыгея (руководитель фракции «Единая Россия»).
14 января 2017 года после назначения Мурата Кумпилова на должность и. о. Главы Адыгеи единогласно избран на VII внеочередном заседании высшего законодательного органа власти республики тайным голосованием Председателем Госсовета-Хасэ Адыгеи.
Член партии Единая Россия.

## Награды
- Орден Дружбы (30 декабря 2022 года) — за активную законотворческую деятельность и многолетнюю добросовестную работу[2],
- Орден «Знак Почёта»,
- Медаль «В ознаменование 100-летия со дня рождения Владимира Ильича Ленина» (6 апреля 1970),
- Медаль «За трудовую доблесть»,
- Медаль «Слава Адыгеи»,
- Почётный знак Государственного Совета-Хасэ Республики Адыгея «Закон. Долг. Честь»,
- Почётная грамота Государственного Совета — Хасэ Республики Адыгея.